# Atletismo nos Jogos Pan-Americanos de 1975 - Salto em altura masculino
A prova do salto em altura masculino nos Jogos Pan-Americanos de 1975 foi realizada na Cidade do México, México.

## Medalhistas
| Ouro                         | Prata                 | Bronze                  |
| Tom Woods USA Estados Unidos | John Beers CAN Canadá | Rick Cuttell CAN Canadá |

## Resultados
| Posição           | Nome             | Nacionalidade      | Marca | Notas |
| ----------------- | ---------------- | ------------------ | ----- | ----- |
| Medalha de ouro   | Tom Woods        | USA Estados Unidos | 2.25  |       |
| Medalha de prata  | John Beers       | CAN Canadá         | 2.17  |       |
| Medalha de bronze | Rick Cuttell     | CAN Canadá         | 2.17  |       |
| 4                 | Richard Spencer  | CUB Cuba           | 2.15  |       |
| 5                 | Clark Godwin     | BER Bermudas       | 2.12  |       |
| 6                 | José de la Cerda | MEX México         | 2.06  |       |
| 7                 | Javier Vivó      | MEX México         | 2.06  |       |
| 8                 | Luis Barrionuevo | ARG Argentina      | 1.95  |       |